# Central and Eastern European Countries
Die Bezeichnung CEC oder auch CEEC (englisch Central and Eastern European Countries ‚mittel- und osteuropäische Länder‘) wird von Eurostat derzeit für folgende Länder des MOEL-(CEE-)Raums verwendet, die eine Mitgliedschaft in der Europäischen Union anstreben:
- Albanien
- Bosnien und Herzegowina
- Kosovo
- Nordmazedonien
- Montenegro
- Serbien
- Türkei

Bis zu ihrem Beitritt zur Europäischen Union am 1. Mai 2004 zählten auch folgende Staaten zu dieser Kategorie:
- Estland
- Lettland
- Litauen
- Polen
- Ungarn
- Tschechien
- Slowakei
- Slowenien

Bis zu ihrem Beitritt zur Europäischen Union am 1. Januar 2007 zählten auch folgende Staaten zu dieser Kategorie:
- Rumänien
- Bulgarien

Bis zum Beitritt zur Europäischen Union am 1. Juli 2013 zählte auch folgender Staat zu dieser Kategorie:
- Kroatien